# Sant Vicenç de Sendes
Sant Vicenç de Sendes és l'antiga església parroquial del despoblat de Sendes, en el municipi de Montferrer i Castellbò (Alt Urgell), inclosa en l'Inventari del Patrimoni Arquitectònic de Catalunya.

## Descripció
És una església d'una sola nau, capçada a llevant per un absis semicircular, separat de la nau per un envà accessible. Presenta dos parells de capelles laterals, actualment ensorrades les del costat nord, obertes a la nau a través d'arcs de mig punt, que fan de l'església un temple de planta cruciforme. La coberta de fusta està parcialment ensorrada. Sostenia un llosat a doble vessant que era ocultada de la nau per un trebol de canyís enguixat. La porta d'accés, en arc de mig punt, es troba a la façana de ponent coronat per un gran finestral també en arc de mig punt, i rematada per un frontó triangular. Les capelles ensorrades del mur nord feien de base d'un campanar de torre quadrangular, ensorrat, del qual només en resta dempeus l'angle nord-est.
L'església tenia un retaule gòtic del segle xiv, dedicat a sant Vicenç màrtir, que es troba actualment al Museu Diocesà de la Seu d'Urgell.

## Història
El lloc de Sendes és esmentat per primer cop l'any 914, i hi apareix vinculat al monestir dels Torrents o de les Torres, pertanyent al monestir de Sant Serni de Tavèrnoles. A l'acta de consagració d'aquest monestir l'any 1040 apareix la parròquia de Sempdes. A l'Spill, redactat l'any 1519, Sendes és vinculat al vescomtat de Castellbò. A la visita de 1758 figura l'església de Sant Vicenç de Sendes com a parroquial, mentre que a la de 1575, no apareixia com a tal, ni tan sols com a sufragània. L'any 1904 tenia com a sufragània Sant Serni de Sallent i la capella annexa de Sant Climent de la Torre. Actualment és abandonada.